# Лангедейке
Лангедейке (нід. Langedijke) — село в нідерландській провінції Фрисландія. Входить до муніципалітету Остстеллінгверф.
Село вперше згадується у 1408 році як Langedijc, що в перекладі означає «довга дамба». Церква була знесена в 1830 році, і від неї залишилася лише дзвіниця. Дзвін датується 1300 роком і є одним з найстаріших дзвонів Фрисландії.
Його площа становить 4,76км², а населення станом на 2021 рік складало 320 осіб.
Перша згадка про населений пункт датується 1408 роком.

## Галерея

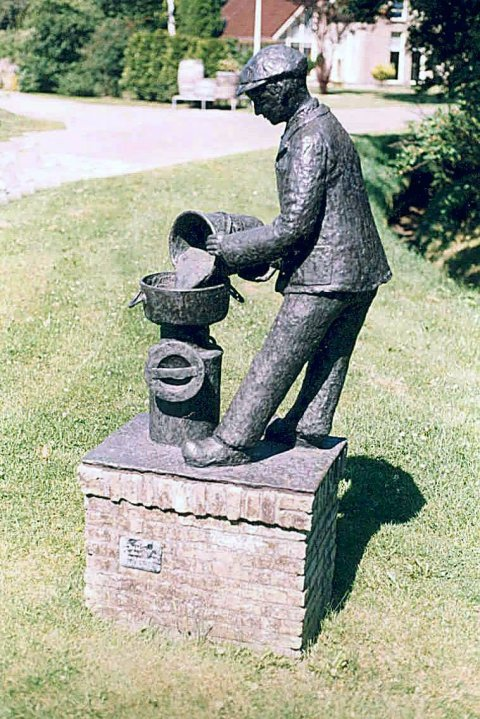
Статуя молочаря